# Amadeu I d'Espanya
Amadeu I d'Espanya (Torí, Piemont, 30 de maig de 1845 - Torí, Itàlia, 18 de gener de 1890) va ser duc d'Aosta, escollit com a rei d'Espanya de 1870 a 1873, durant el Sexenni Revolucionari, per les Corts espanyoles després de la Revolució Gloriosa de 1868 que va expulsar del país a la dinastia Borbó. La brevetat del seu regnat, de poc més de dos anys, va ser a causa de la inestabilitat política que vivia Espanya, el rebrot carlí, la guerra a Cuba i, sobretot, la mort del seu principal valedor, Joan Prim.

## Orígens familiars
Tercer fill de Víctor Manuel II d'Itàlia i de l'arxiduquessa Adelaida d'Àustria,  era net del rei Carles Albert I de Sardenya i de l'arxiduquessa Maria Teresa d'Àustria-Toscana per via paterna, mentre que per via materna ho era de l'arxiduc Rainier d'Àustria i de la princesa Elisabet de Savoia-Carignano.

## Regnat
Després de la Revolució de 1868 a Espanya es proclamà una monarquia constitucional, però hi hagué serioses dificultats, pel canvi de règim, a trobar un rei que acceptés el càrrec. Finalment, el 16 de novembre de 1870 amb el suport del sector progressista de les Corts i dels carlistes, Amadeu de Savoia és triat rei com Amadeu I d'Espanya, de manera que va succeir Isabel II.
La figura d'Amadeu era vista amb predilecció per la classe progressista espanyola. Era fill d'un rei liberal anomenat el Galant Home que havia conduït la Unificació italiana a bon port. A la fi fou, després de moltes discussions, elegit el duc d'Aosta com a rei d'Espanya.
Mentre Amadeu viatjà a Madrid per a prendre possessió del seu càrrec, el general Joan Prim, el seu principal valedor, va morir assassinat. Després d'això Amadeu va tenir serioses dificultats a causa de la inestabilitat dels polítics espanyols, les conspiracions republicanes, els alçaments carlistes, el separatisme de Cuba, les disputes entre els seus propis aliats i alguns intents d'assassinat.
Per tot això el seu regnat va durar tres anys. Va abdicar per iniciativa pròpia l'11 de febrer de 1873, i va tornar a Itàlia, on va assumir el títol de duc d'Aosta. A la seva partida es va proclamar la Primera República Espanyola.

## Descendència
Del primer matrimoni, amb Maria Victòria dal Pozzo, va tenir tres fills: 
- Manuel Filibert (Gènova, 1869 - Torí, 1931)
- Víctor Manuel (Torí, 1870 - Brussel·les, 1946)
- Lluís Amadeu (Madrid, 1873 - Torí, 1933)

Del segon matrimoni, amb Maria Letícia Bonaparte, va tenir un fill: 
- Humbert (Torí, 1889 - Crespano del Grappa, 1918)

## Títols i successors
- A desembre del 1872: Don Amadeo I, por la gracia de Dios y la voluntad nacional Rey de España.[4]

| Amadeu I d'Espanya Casa de SavoiaNaixement: Torí 1845 Mort: Torí 1890                                      |                                                      | |
| Títols constitucionals                                                                                     |                                                      | |
| — Nova creació: — (Títol de nova creació per la Constitució Espanyola de 1869) (Regent: Francisco Serrano) | Rei d'Espanya (Llista de reis d'Espanya) (1870-1873) | — Abdicació: — Amadeu I abdica — Nou règim — Primera República Espanyola — President — Estanislau Figueras |
| Títols |                                                      | |
| — Nova creació: — Apanatge en favor seu                                                                    | Duc d'Aosta (1873-1890)                              | Succeït per: Manuel Filibert de Savoia-Aosta                                                               |